# 292 v.Chr.
Het jaar 292 v.Chr. is een jaartal volgens de christelijke jaartelling.

## Gebeurtenissen

### Italië
- In Rome wordt Appius Claudius Caecus benoemd tot dictator.
- De Samnieten blijven zich in de Apennijnen hevig tegen de Romeinen verzetten.

### Griekenland
- Lysimachus breidt zijn invloedssfeer uit tot voorbij de rivier de Donau, maar wordt door de Daciërs verslagen.
- Demetrius Poliorcetes bezet Korfoe, op Rodos wordt de Kolossus van Rodos voltooid.